# Monumento al Indiano
El Monumento al Indiano y a la Marina de Castilla, conocido abreviadamente como Monumento al Indiano y de forma popular como Pirulí de Peña Cabarga, es una obra arquitectónica levantada en la cima de Peña Cabarga (el pico Llen), en Cantabria (España).

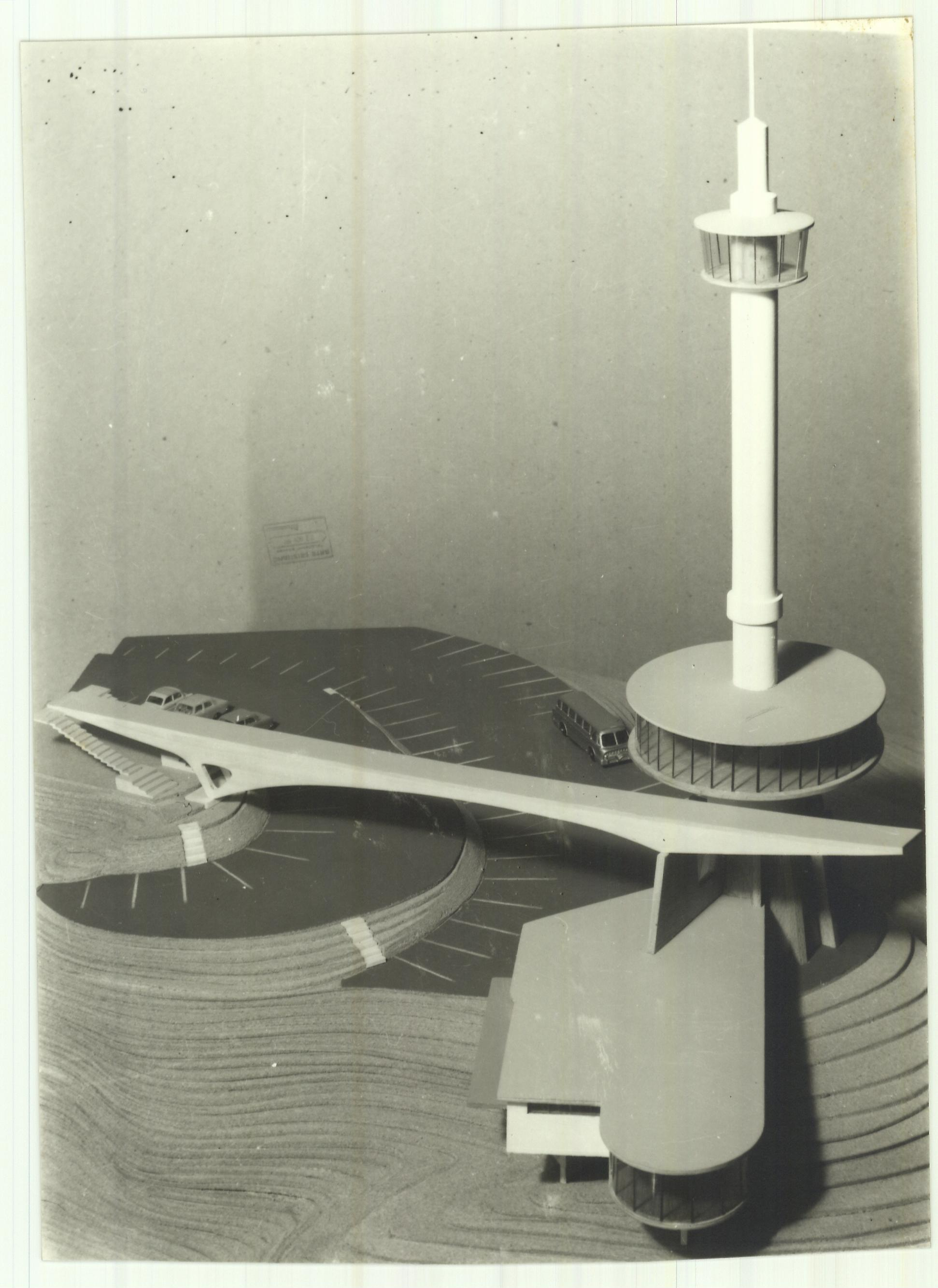
Maqueta del Monumento al Indiano.

## Historia

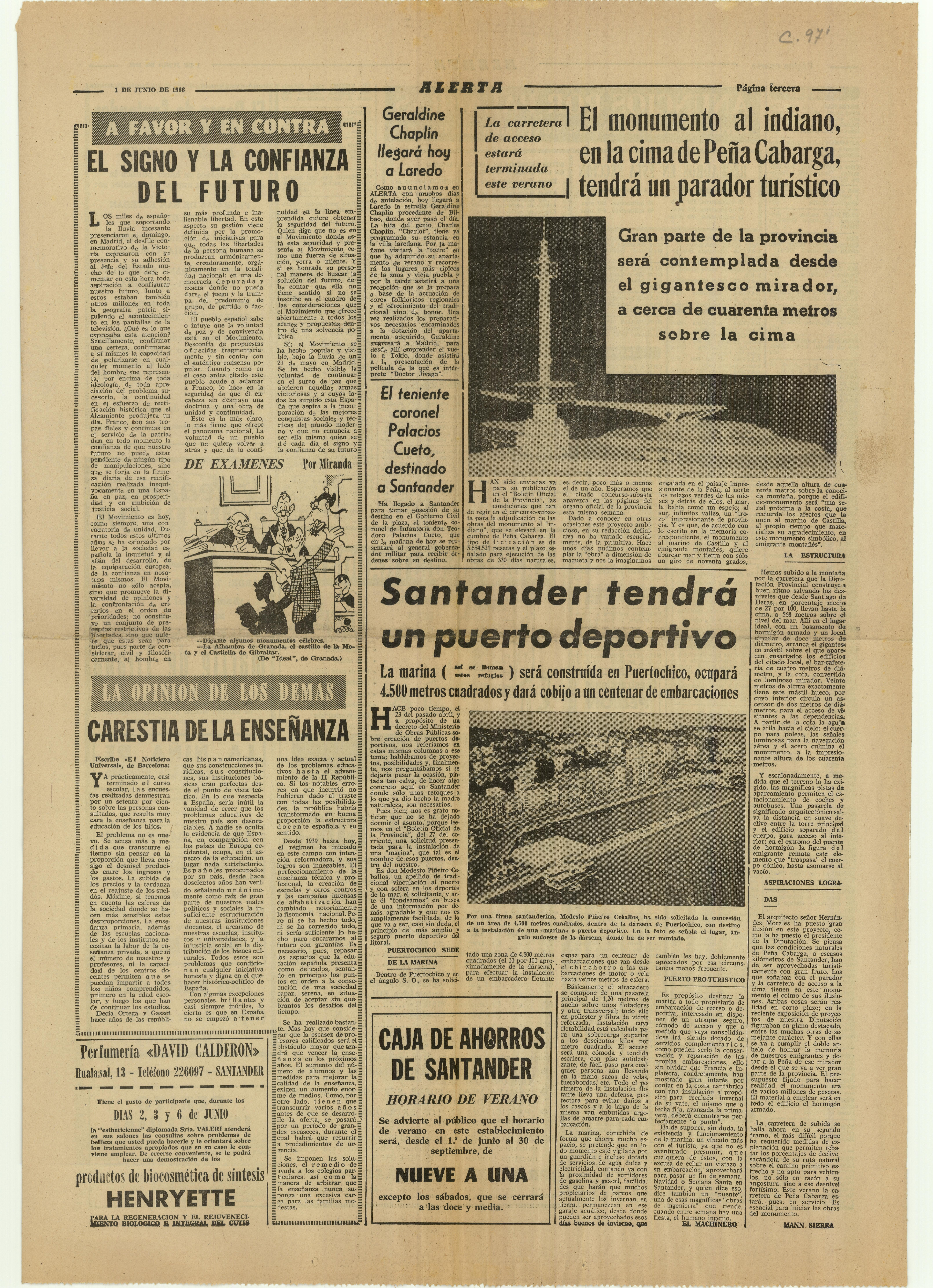
El diario Alerta del 1 de junio de 1966.

Fue construido en 1968 bajo el diseño del arquitecto Ángel Hernández Morales y del ingeniero de caminos José Calavera, también autores del Teleférico de Fuente Dé. Este último proyectó así mismo la cubierta del Mercado Nacional de Torrelavega. El monumento se inauguró el 8 de julio del mismo año, y fue concebido como homenaje a los indianos montañeses y a la marina cántabra al servicio de la corona de Castilla. El edificio consiste en una torre que atraviesa una sala circular a la que se accede a través de una estructura tipo puente. En su cercanía, posteriormente se construyó un repetidor de televisión.
Además fue colocada una lápida conmemorativa con la siguiente inscripción:

La Diputación Provincial de Santander dedica este monumento entre el cielo y el mar a la gloria de nuestra Marina y de nuestros emigrantes. Que siempre como hasta aquí, Dios alumbre el rumbo de los navíos españoles por todos los mares y aliente las esperanzas de los que se arrancaron de su Patria para abrirse paso por el mundo. Sepan marinos e indianos, desde su puesto en la Historia, como Pero Niño o Juan de la Cosa: en el ápice del triunfo de su generosidad, como Valdecilla o Comillas, o desconocidos en el anónimo del deber cumplido o del empeño inalcanzado, que su dulce Cantabria tiene siempre para ellos abiertos los brazos de sus montañas y propicios los arrullos de sus olas.

En el edificio se creó originalmente un restaurante, aprovechando la privilegiada ubicación y las magníficas vistas que ofrece, si bien, con el tiempo, cayó en el abandono.
En el año 2007 se instaló en el monumento una cámara oscura de 23 metros cuadrados con capacidad para 58 personas, reabriéndose el restaurante en una inauguración el 19 de mayo de dicho año.